# 察隅点地梅
察隅点地梅（学名：Androsace zayulensis），为报春花科点地梅属下的一个植物种。